# 酒井康彦
酒井 康彦（さかい やすひこ） は、日本の機械工学者。名古屋大学大学院工学研究科教授。元日本機械学会流体工学部門長。

## 人物・経歴
富山県立富山中部高等学校を経て、1978年名古屋大学工学部機械学科卒業。1983年名古屋大学大学院工学研究科機械工学及び機械工学第二専攻博士後期課程単位取得満期退学、名古屋大学工学部機械学科助手。
1984年名古屋大学教養部図学教室助手、名古屋大学より工学博士の学位を取得。1989年ケンブリッジ大学応用数学及び理論物理学科留学。名古屋大学講師、名古屋大学助教授を経て、2001年名古屋大学大学院工学研究科教授。2007年日本流体力学会中部支部支部長。2010年日本機械学会流体工学部門副部門長。2011年日本機械学会流体工学部門部門長。2012年日本学術振興会科学研究費委員会専門委員。2013年名古屋大学創造工学センター長。2014年名古屋高速道路公社東山トンネルの安全に関する技術検討委員会委員。2017年名古屋大学大学院工学研究科機械・航空宇宙工学科学科長、日本機械学会東海支部支部長。

## 受賞
- 日本機械学会畠山賞 1978年[3]
- 日本機械学会賞（奨励賞） 1987年[3]
- 日本機械学会賞（論文賞） 1998年[3]
- 日本機械学会流体工学部門貢献表彰 2003年[3]
- 油空圧機器技術振興財団論文賞 2004[3]
- 日本機械学会賞（論文賞） 2007年[3]
- 日本計算工学会第12回計算工学講演会グラフィックスアワード優秀賞 2007年[3]
- 日本機械学会流体工学部門フロンティア表彰 2007年[3]
- 日本機械学会創立110周年祈念功労者表彰 2007年[3]
- 日本流体力学会第22回数値流体力学シンポジウムベストCFDグラフィックス・アワード最優秀賞 2008年[3]
- 日本計算工学会第14回計算工学講演会ラフィックスアワード特別賞 2009年[3]
- 日本機械学会流体工学部門賞 2013[3]
- 機器研究会流体科学研究賞 2017年[3]
- 日本流体力学会中部支部貢献表彰 2018年[3]
- 日本機械学会東海支部賞研究賞 2019年[3]